# NGC 7237
NGC 7237 é uma galáxia elíptica (E-S0) localizada na direcção da constelação de Pegasus. Possui uma declinação de +13° 50' 27" e uma ascensão recta de 22 horas, 14 minutos e 46,9 segundos.
A galáxia NGC 7237 foi descoberta em 25 de Agosto de 1864 por Albert Marth.